# Paula Quintana

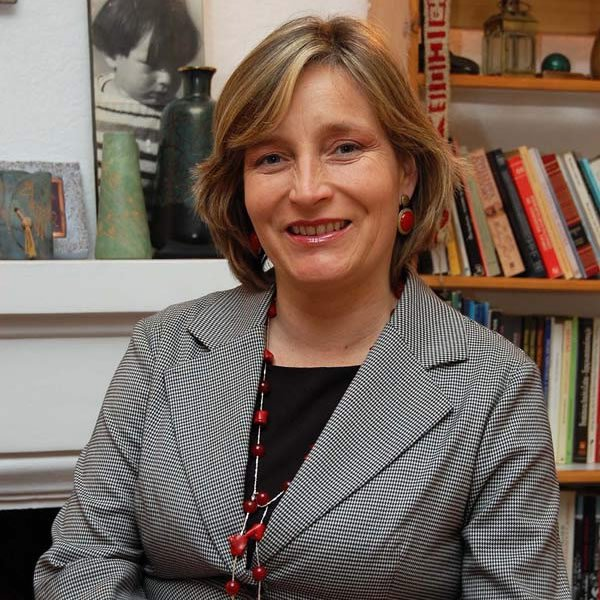
Paula Quintana (2011)

Paula Ximena Quintana Meléndez (* 26. Juni 1965 in Valparaíso; † 6. Januar 2023) war eine chilenische Soziologin und Politikerin. Von 2008 bis 2010 war sie Ministerin für soziale Entwicklung und Familie in der ersten Regierung von Präsidentin Michelle Bachelet. Von 2012 bis 2016 war sie Stadträtin in Valparaíso.

## Leben
Quintana studierte Soziologie an der Universidad de Chile in Santiago und schloss mit dem Master in Management und Public Policy. Sie war Professorin für Soziologie und Leiterin des Programms für Angelegenheiten des öffentlichen Interesses an der Universidad de Valparaíso. Nach einer schweren Krankheit musste sie sich aus dem politischen Leben zurückziehen, setzte jedoch ihre akademische Laufbahn fort und promovierte im Dezember 2022 in Architektur und Stadtplanung an der Pontificia Universidad Católica de Chile (PUC).
Paula Quintana war seit 1986 mit dem Soziologen Álvaro Riffo Ramos (* 1956) verheiratet, mit dem sie drei Kinder hatte.

## Politische Karriere
Zu Beginn der 1980er Jahre war Quintana Aktivistin des MIR, bevor sie Mitglied der Partido Socialista de Chile (PS) wurde. Sie war stellvertretende Direktorin des Nationalen Rates für Kultur und Kunst, regionale Ministerialsekretärin des Nationalen Vermögens und Leiterin der Abteilung für regionale Entwicklung der Regionalregierung von Valparaíso. Am 8. Januar 2008 wurde sie zur Ministerin für soziale Entwicklung und Familie der ersten Regierung von Michelle Bachelet ernannt. Nach dem Ende der ersten Amtszeit Bachelets schied Quintana am 11. März 2010 aus dem Amt.
Anfang 2012 unterlag sie in einer Vorwahl zur Wahl des Kandidaten der Concertación für das Amt des Bürgermeisters von Valparaíso. Später wurde sie für die Amtszeit von 2012 bis 2016 zur Stadträtin gewählt.
Im Jahr 2016 kündigte sie an, dass sie keine weitere Amtszeit als Stadträtin anstreben würde und legte im Oktober des Jahres ihre Mitgliedschaft in der PS nieder, um die Wahl von Jorge Sharp zum Bürgermeister von Valparaiso zu unterstützen.